# アリー・イブン・アビー・ターリブ

アンビグラム、右 ムハンマド、左 アリー

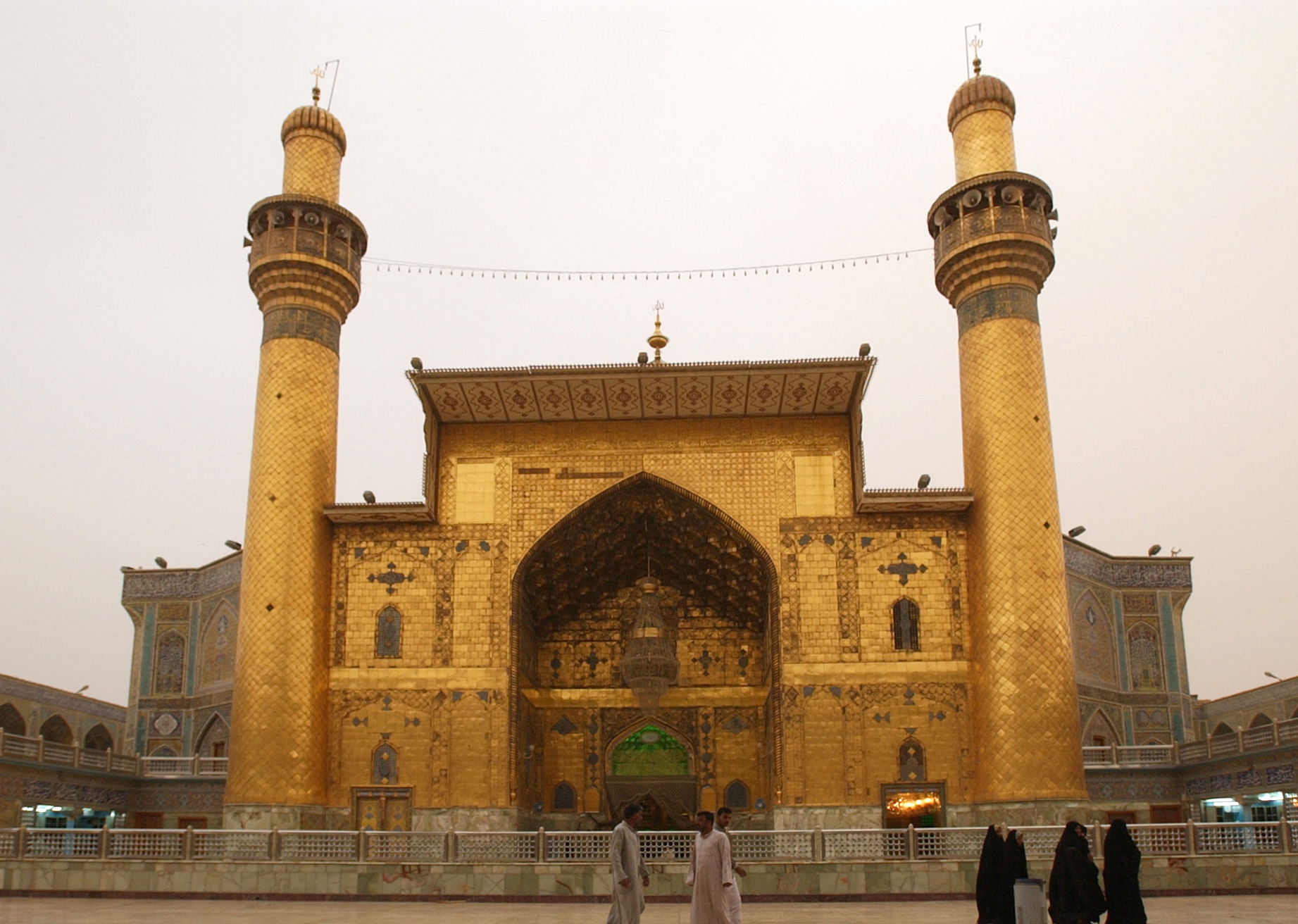
アリーの廟、イラク, ナジャフ

アリー・イブン・アビー・ターリブ（アラビア語: عَلِيّ بْن أَبِي طَالِب, ラテン文字転写: ʿAlī ibn Abī Ṭālib、601年9月13日 - 661年1月28日）は、イスラーム教の第4代正統カリフ（在位656年 - 661年）。同教シーア派の初代イマーム。
預言者ムハンマドの父方の従弟で、母もムハンマドの父の従姉妹である。後にムハンマドの養子となり、ムハンマドの娘ファーティマを娶った。ムハンマドがイスラム教の布教を開始したとき、最初に入信した人々のひとり。直情の人で人望厚く、武勇に優れていたと言われる。早くからムハンマドの後継者と見做され、第3代正統カリフのウスマーンが暗殺された後、第4代カリフとなったが、対抗するムアーウィヤとの戦いに追われ、661年にハワーリジュ派によって暗殺される。
のちにアリーの支持派はシーア派となり、アリーはシーア派によって初代イマームとしてムハンマドに勝るとも劣らない尊崇を受けることとなった。アリーとファーティマの間の息子ハサンとフサインはそれぞれ第2代、第3代のイマームとされている。また、彼らの子孫はファーティマを通じて預言者の血を引くことから、スンナ派にとってもサイイドとして尊崇されている。
アリーの墓廟はイラクのナジャフにあり、カルバラーとともにシーア派の重要な聖地となっている。

## 生涯

### 生い立ち
アリーは預言者ムハンマド同様、マッカ（メッカ）のクライシュ族のハーシム家に属す。祖父はムハンマドと同じくアブドゥル＝ムッタリブで、父のアブー・ターリブはムハンマドの父アブドゥッラーの同母弟である。つまり、アリーはムハンマドの父方の従弟にあたる。また母もムハンマドの祖父の姪であった。
アリーは西暦600年ないし602年頃にマッカ（メッカ）で誕生した。場所は父アブー・ターリブの家であったという説と、カアバ神殿内であったという説がある。日付はラジャブ月（イスラーム暦の7月）の13日と伝えられる。伝承によれば母のファーティマ・ビント・アサドは初め彼の名を「ハイダラ」（獅子）と名づけようとしたが、父のアブー・ターリブがそれを退けて「アリー」（高貴な人）という名をつけたとされる。また別伝によれば、ファーティマは「ハイダラ」、アブー・ターリブは「ザイド」という名を考えていたが、誕生を祝いに訪れたムハンマドが「アリー」と命名したという。
アリーが5歳のときにアブー・ターリブ一家が窮乏に陥ったため、彼はムハンマドとハディージャの夫婦に引き取られて養子として育てられることになった。

### 青年時代
610年頃にムハンマドはアッラーの啓示をはじめて受けたという。このときアリーは、ムハンマドの妻ハディージャに次ぐ2番目の信者としてイスラームを受け入れたとされる。以後アリーはムハンマドとともにイスラームの布教につとめるが、ムスリムたちは度重なるマッカ市民の迫害により、622年にマディーナ（メディナ）への亡命（ヒジュラ）を強いられる。
ムハンマドがマッカを出発する頃にはすでに事態は切迫しており、反対派は彼の殺害計画を練っていた。アリーはムハンマドがマッカを脱出した夜、刺客を欺くために身代わりとしてムハンマドの寝床に横たわった。やがて暗殺者たちが現われたが、彼らはムハンマドの不在を知ると失望し、アリーに危害を加えることもなく去った。アリーはムハンマドの指示によって、その後なお3日間にわたってマッカにとどまり、ムハンマドが知人から預かっていた金をすべて精算してからマディーナへ向かったという。
ヒジュラ後、アリーはムハンマドの片腕として教団の運営やジハード（聖戦）に携わった。とくに戦場における活躍は目覚しく、アリーはバドルの戦い、ウフドの戦い、ハンダクの戦いで次々に敵側の名高い勇士を倒し、ハイバルの戦いではイスラーム軍の誰も陥すことができなかったハイバル砦を陥落させるなど、勇将としての名声を次第に高めていった。

### 恋愛・婚姻関係

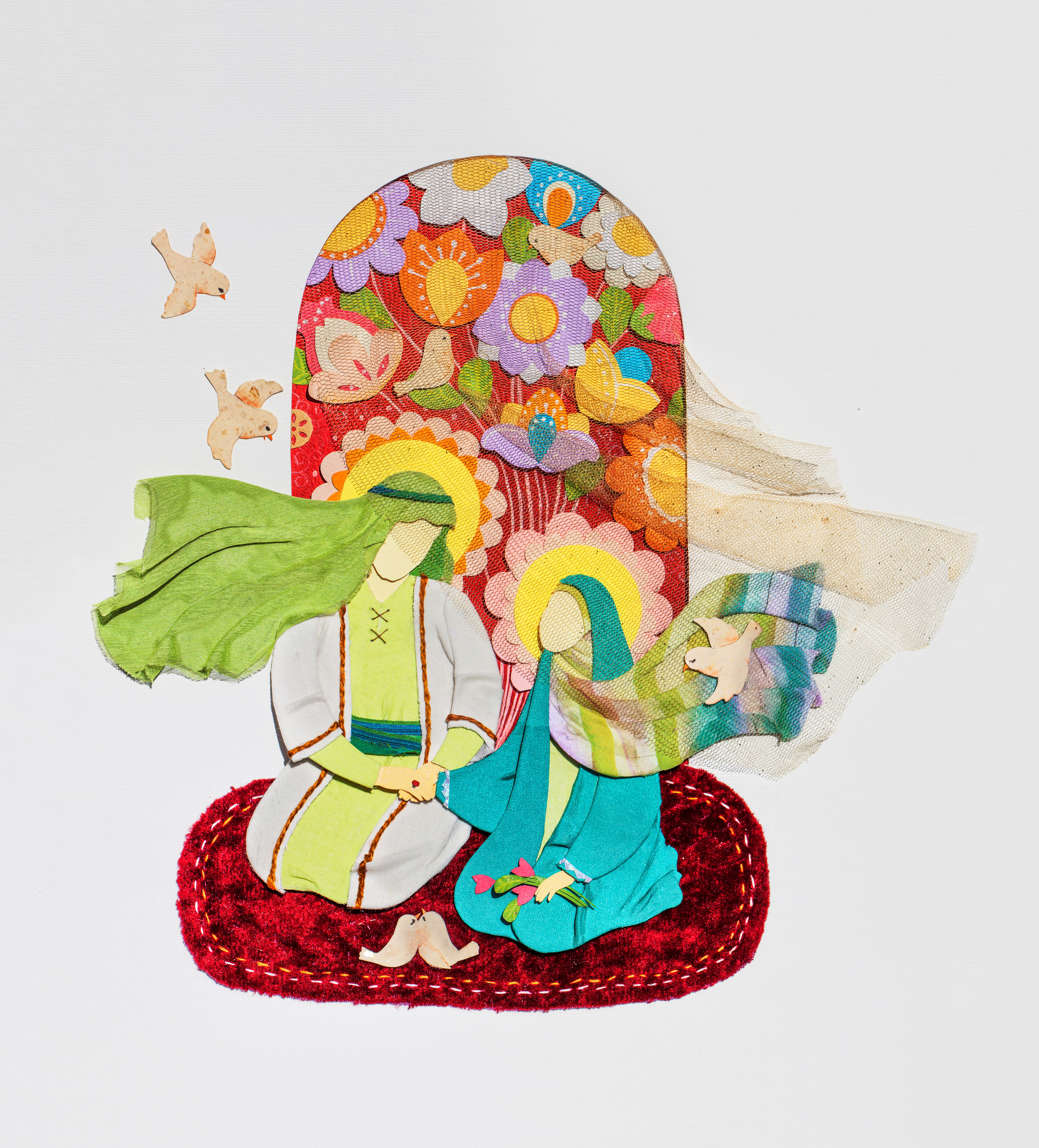
アリーとファーティマ

マディーナに移住した後、623年、ムハンマドはアリーに、娘のファーティマをアリーと結婚させるよう神が命じたと語った 。この結婚は、イスラーム教徒にとって、ムハンマドの親戚の最も重要かつ神聖な人物たちの結びつきと見なされている。 ほぼ毎日娘を訪ねてきたムハンマドは、アリーに近づき、「汝はこの世界でも来世でも私の兄弟である」と告げた。 ムハンマドはファーティマに「私はあなたを私の一家の最愛の者と結婚させた」と告げた 。アリーの家族はムハンマドから頻繁に称賛された。 彼らはまた、「浄化のアーヤ」のような場合にクルアーンで栄光を与えられた。 一夫多妻制は許可されたが、ファーティマが生きている間、アリーは他の女性を妻としなかった。 ファーティマの死後、アリーは他の女性と結婚し、多くの子供をもうけた。

### ムハンマドの死と継承問題
ムハンマドは632年に没し、ウンマは最初の危機を迎えた。
ウィルファード・マデルングによれば、アリーはムハンマドとの親密な関係とイスラーム教に関する幅広い知識によって、ムハンマドの後を継ぐのに最適な人物であると考えられていた。
そこで、ムハンマドの晩年の妻アーイシャの父アブー・バクルが、選挙（ムスリムの合意）によって指導者に選ばれ、ムハンマドの代理人を意味するカリフ（ハリーファ）を名乗った。アリーは若さを理由に外されたと言われている。

## 正統カリフたちの時代
アラビア半島の統一を達成したアブー・バクルは634年に病死し、ムハンマドの妻の1人ハフサの父ウマルが後継者に指名された。ウマルは中央集権的なイスラム帝国を築き上げ、642年のニハーヴァンドの戦いでサーサーン朝を滅亡寸前に追い込んだが、644年に奴隷に刺されて重傷を負い、死の床に有力者を集めて後継者を選ばせ、絶命した。このときの後継候補にはアリーも含まれていたが、後継カリフに選出されたのは、ムハンマドの2人の娘ルカイヤとウンム・クルスームを妻としていたウスマーンであった。ウスマーンは、650年頃にクルアーン（コーラン）の正典（ウスマーン版）を選ばせ、651年にサーサーン朝を完全に滅亡させるといった功績を挙げた。アブー・バクル、ウマル、ウスマーンと、その次にカリフとなったアリーの4代を、正統カリフという。

## ウスマーンの死とアリーのカリフ就任
しかし、ウスマーンは自分の家系であるウマイヤ家を重視する政策を採ったため、クライシュ族の他の家系の反発を招き、656年に暗殺された。次のカリフ位をめぐって、ムハンマドの従弟で娘婿のアリーと、ウスマーンと同じウマイヤ家のムアーウィヤが争った。紆余曲折を経て、アリーが第4代のカリフに就任した。

### ムアーウィヤとの対立
アリーがカリフに就任するが、ムアーウィヤや、ムハンマドの晩年の妻で初代正統カリフのアブー・バクルの娘アーイシャはこれに反発した。656年、アリーはまずアーイシャの一派をラクダの戦い（アラビア語: موقعة الجمل mwaqah al-jamal）で退けた。ムアーウィヤは、ウスマーンを暗殺したのはアリーの一派であるとして、血の報復を叫んでアリーと戦闘に至った。ムアーウィヤは、657年のスィッフィーンの戦いでアリーと激突した。戦闘ではアリーが優位に立ち、武勇に優れたアリーを武力で倒すことは難しいと考えたムアーウィヤは、策略をめぐらせてアリーと和議を結んだ。この結果、ムアーウィヤは敗北を免れたことでウンマの一方の雄としての地位を確保し、アリーは兵を引いたことで支持の一部を失うことになった。

### ハワーリジュ派の登場
アリーがムアーウィヤと和議を結んだことに反発したアリー支持者の一部は、ムアーウィヤへの徹底抗戦を唱えてアリーと決別し、イスラーム史上初の分派と言われるハワーリジュ派（ハワーリジュとは「退去した者」の意）を形成した。

### アリーの勢力の弱体化
ムアーウィヤは、660年に自らカリフを称した。ハワーリジュ派は、アリー、ムアーウィヤとその副将アムル・イブン・アル＝アースに刺客を送った。アリーとその支持者は、勢力を拡大し続けるムアーウィヤとの戦いに加えて、身内から出たハワーリジュ派にも対処しなければならなくなり、疲弊を余儀なくされた。アリー自身はムハンマド存命中のウンマ防衛や異教徒侵略のための戦いで活躍したが、それは多くが数百の手勢を率い、自身も先頭に立って戦う野戦指揮官としてであり、個人的な武勇や戦術を超えた、数万の軍隊を指揮する戦略や有力な軍司令官や総督を引き込む政略では、ムアーウィアにはるかに及ばなかった。

### アリーの最期

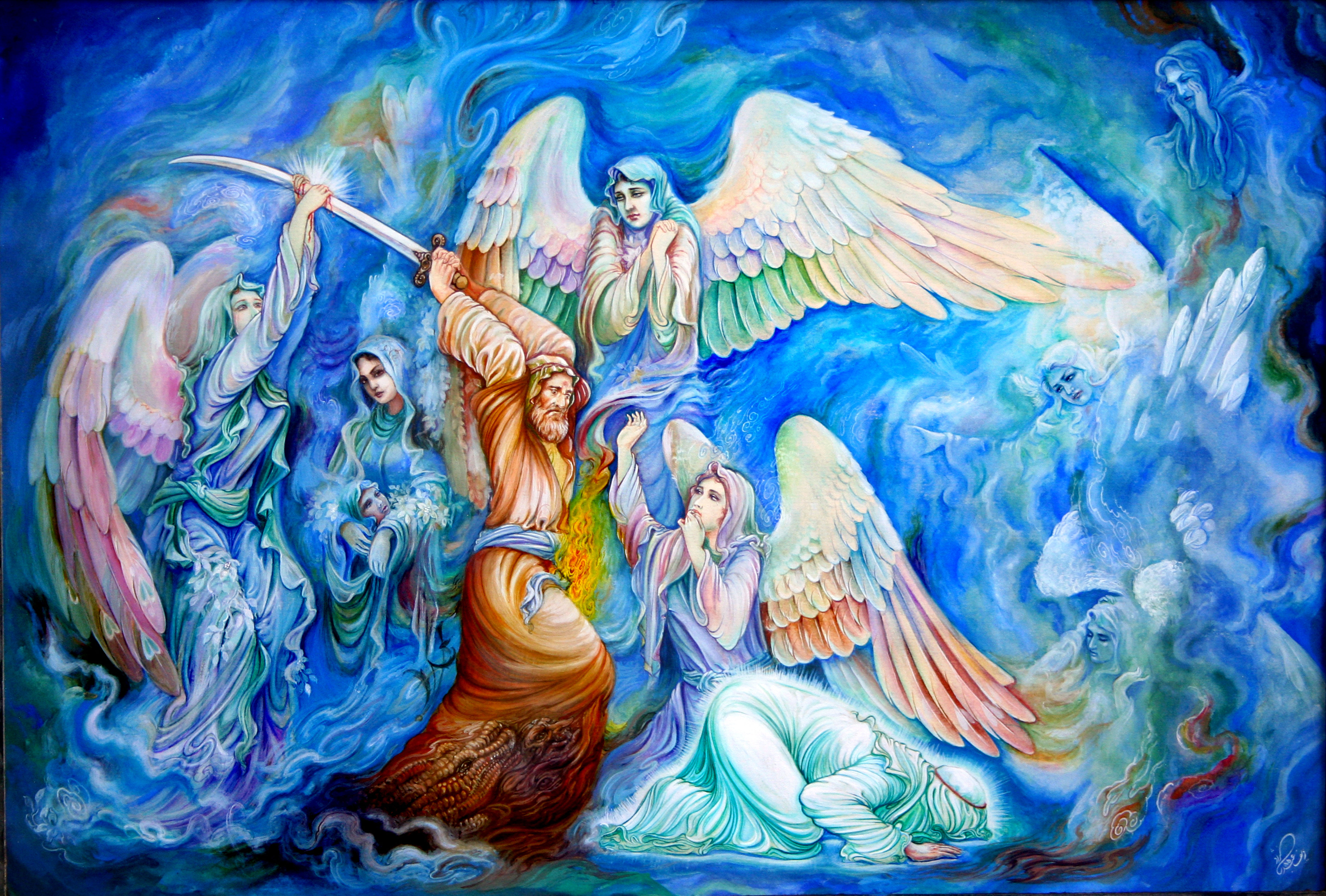
アリーの殉教を描いた絵画

ムアーウィヤは刺客の手から逃れたが、一方アリーは661年にクーファの大モスクで祈祷中にアブド＝アルラフマーン・イブン・ムルジャムにより毒を塗った刃で襲われ、2日後に息を引き取った。正統カリフ4代のうち実に3代までが暗殺されたことになる。アリーの暗殺により、ムアーウィヤは単独のカリフとなり、自己の家系によるカリフ位の世襲を宣言し、ウマイヤ朝を開くことになる。これに反発したアリーの支持者は、アリーとムハンマドの娘ファーティマとの子ハサンとフサインおよびその子孫のみが指導者たりうると考え、彼らを無謬のイマームと仰いでシーア派を形成していく。これに対して、ウマイヤ朝の権威を認めた多数派は、後世スンナ派（スンニ派）と呼ばれるようになる。

## 一族
- アブー・ターリブ（父）
- ファーティマ・ビント・アサド（母）
- ジャアファル（兄）
- ムハンマド（預言者ムハンマド）（従兄、養父、舅）
- ファーティマ（妻）
- ハサン（長男）
- フサイン（次男）
- ウンム・クルスーム（娘）
- ザイナブ（娘）

|  |  |  |  |  |  |                  |                  |                  |                  |                  |                  | アブドゥルムッタリブ |  |  |  |  |  |                  |                  |                  |                  |                  |                  |  |  |              |              |              |              |              |              |  |  |          |          |          |          |          |          |  |  |  |  |  |  |  |  |  |  |  |  |
|  |  |  |  |  |  |                  |                  |                  |                  |                  |                  |                      |  |  |  |  |  |                  |                  |                  |                  |                  |                  |  |  |              |              |              |              |              |              |  |  |          |          |          |          |          |          |  |  |  |  |  |  |  |  |  |  |  |  |
|  |  |  |  |  |  |                  |                  |                  |                  |                  |                  |                      |  |  |  |  |  |                  |                  |                  |                  |                  |                  |  |  |              |              |              |              |              |              |  |  |          |          |          |          |          |          |  |  |  |  |  |  |  |  |  |  |  |  |
|  |  |  |  |  |  | アブドゥッラーフ | アブドゥッラーフ | アブドゥッラーフ | アブドゥッラーフ | アブドゥッラーフ | アブドゥッラーフ |                      |  |  |  |  |  | アブー・ターリブ | アブー・ターリブ | アブー・ターリブ | アブー・ターリブ | アブー・ターリブ | アブー・ターリブ |  |  |              |              |              |              |              |              |  |  |          |          |          |          |          |          |  |  |  |  |  |  |  |  |  |  |  |  |
|  |  |  |  |  |  | アブドゥッラーフ | アブドゥッラーフ | アブドゥッラーフ | アブドゥッラーフ | アブドゥッラーフ | アブドゥッラーフ |                      |  |  |  |  |  | アブー・ターリブ | アブー・ターリブ | アブー・ターリブ | アブー・ターリブ | アブー・ターリブ | アブー・ターリブ |  |  |              |              |              |              |              |              |  |  |          |          |          |          |          |          |  |  |  |  |  |  |  |  |  |  |  |  |
|  |  |  |  |  |  |                  |                  |                  |                  |                  |                  |                      |  |  |  |  |  |                  |                  |                  |                  |                  |                  |  |  |              |              |              |              |              |              |  |  |          |          |          |          |          |          |  |  |  |  |  |  |  |  |  |  |  |  |
|  |  |  |  |  |  | ムハンマド       | ムハンマド       | ムハンマド       | ムハンマド       | ムハンマド       | ムハンマド       |                      |  |  |  |  |  | アリー           | アリー           | アリー           | アリー           | アリー           | アリー           |  |  | ジャアファル | ジャアファル | ジャアファル | ジャアファル | ジャアファル | ジャアファル |  |  | アキール | アキール | アキール | アキール | アキール | アキール |  |  |  |  |  |  |  |  |  |  |  |  |
|  |  |  |  |  |  | ムハンマド       | ムハンマド       | ムハンマド       | ムハンマド       | ムハンマド       | ムハンマド       |                      |  |  |  |  |  | アリー           | アリー           | アリー           | アリー           | アリー           | アリー           |  |  | ジャアファル | ジャアファル | ジャアファル | ジャアファル | ジャアファル | ジャアファル |  |  | アキール | アキール | アキール | アキール | アキール | アキール |  |  |  |  |  |  |  |  |  |  |  |  |
|  |  |  |  |  |  | ファーティマ     |                  |                  |                  |                  |                  |                      |  |  |  |  |  |                  |                  |                  |                  |                  |                  |  |  |              |              |              |              |              |              |  |  |          |          |          |          |          |          |  |  |  |  |  |  |  |  |  |  |  |  |
|  |  |  |  |  |  |                  |                  |                  |                  |                  |                  |                      |  |  |  |  |  |                  |                  |                  |                  |                  |                  |  |  |              |              |              |              |              |              |  |  |          |          |          |          |          |          |  |  |  |  |  |  |  |  |  |  |  |  |
|  |  |  |  |  |  |                  |                  |                  |                  |                  |                  |                      |  |  |  |  |  |                  |                  |                  |                  |                  |                  |  |  |              |              |              |              |              |              |  |  |          |          |          |          |          |          |  |  |  |  |  |  |  |  |  |  |  |  |
|  |  |  |  |  |  |                  |                  |                  |                  |                  |                  |                      |  |  |  |  |  |                  |                  |                  |                  |                  |                  |  |  |              |              |              |              |              |              |  |  |          |          |          |          |          |          |  |  |  |  |  |  |  |  |  |  |  |  |
|  |  |  |  |  |  | ハサン           | ハサン           | ハサン           | ハサン           | ハサン           | ハサン           |                      |  |  |  |  |  | フサイン         | フサイン         | フサイン         | フサイン         | フサイン         | フサイン         |  |  |              |              |              |              |              |              |  |  |          |          |          |          |          |          |  |  |  |  |  |  |  |  |  |  |  |  |

## シーア派の教義におけるアリー

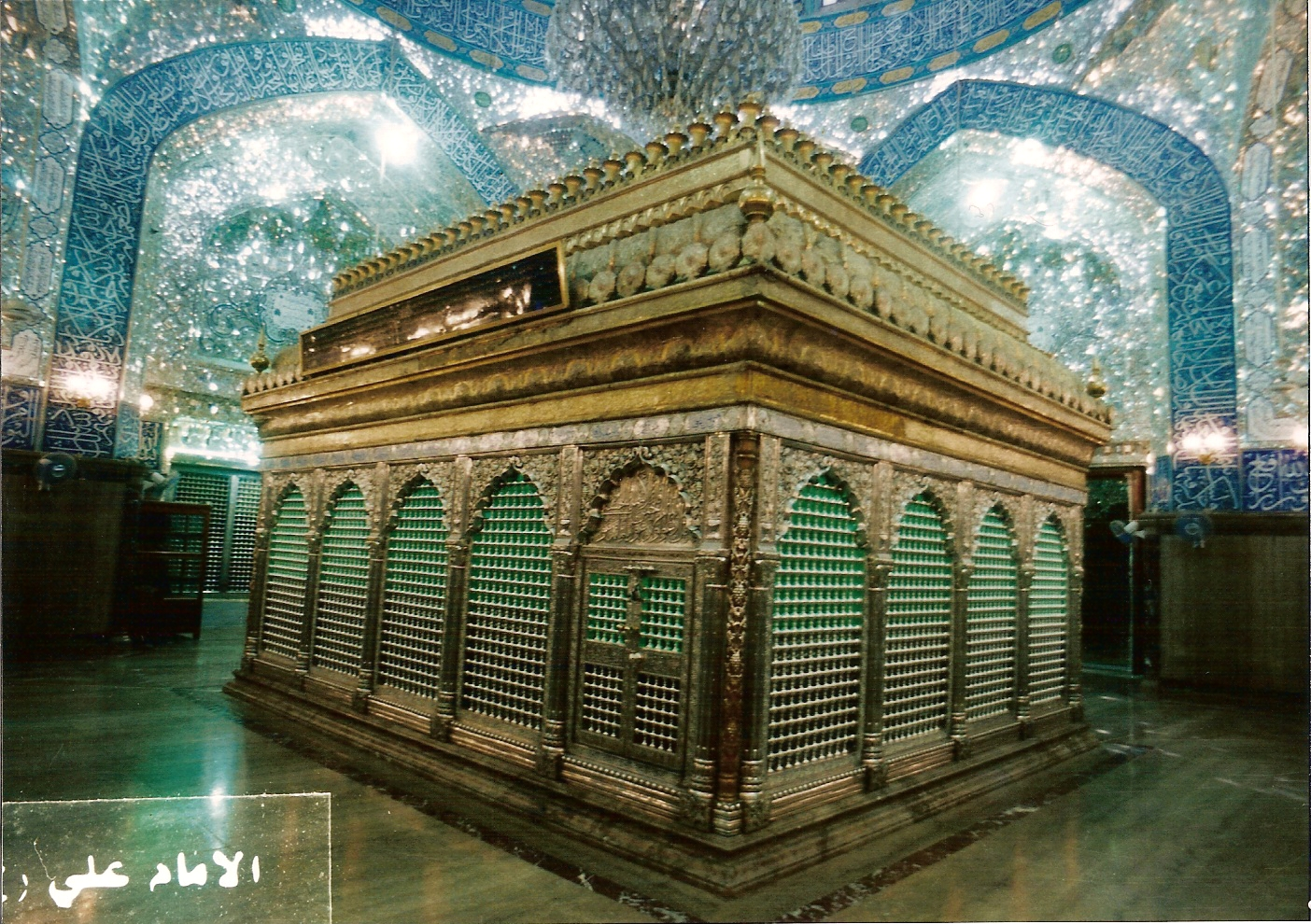
廟の内部の様子（イマーム・アリー廟）

シーア派では、アリーがムハンマドから直接後継者に任じられたとし、アブー・バクル、ウマル、ウスマーンの3代の正統カリフの権威を認めない（彼らを簒奪者であるとして呪詛の対象とすることもある）。そして、指導者として預言者ムハンマドの血を引くことを重視し、ムハンマドの娘ファーティマとアリーとの間に生まれたハサン、フサインの2人をそれぞれ第2代、第3代のイマームとする（シーア派のうちカイサーン派のみは、アリーと別の妻ハウラとの子ムハンマド・イブン・ハナフィーヤを第2代のイマームとする）。一般にハサンやフサインの血統の人々は、特に「シャイフ」や「サイイド」と呼ばれ宗派を問わずムスリム社会では尊敬を受けるが、サイイド自身も預言者の後裔として社会から尊敬を受けるべく身を律するよう求められており、シーア派のみならずサイイド自身がウラマーやスーフィー教団のシャイフなど宗教的職権を担うことも一般的であった。イドリース朝やファーティマ朝、サファヴィー朝のように場合によってはムハンマドの後裔を称する人々が政権を担うことも多くあった。ファーティマ朝はイスマーイール派の信仰規範を整備し、シーア派王朝としての正統性を主張し、サファヴィー朝も神秘主義教団から勃興して十二イマーム派をイラク、イラン全土に浸透させ、現在のイラン周辺のシーア派勢力の基盤を作った。ムハンマドの子女の多くは早世し、ムハンマドの血脈はファーティマを通じてのみ残されたため、ムハンマドの血を引くことはハサンまたはフサインの子孫であることとほぼ同義である。
イスラームの中でもとりわけシーア派においては、ムハンマドは無謬であったとされ、アリーを含めた後継のイマーム達にもその無謬性は受け継がれたと見る。そのためシーア派はスンナ派のハディースの内、アリーがアブー・バクルやウマル、ウスマーンに劣っていたとするハディース等 に関して、スンナ派によりアリーからのカリフの位の簒奪を合法化するために偽造されたものとみなす傾向にある。

## スンナ派の教義におけるアリー

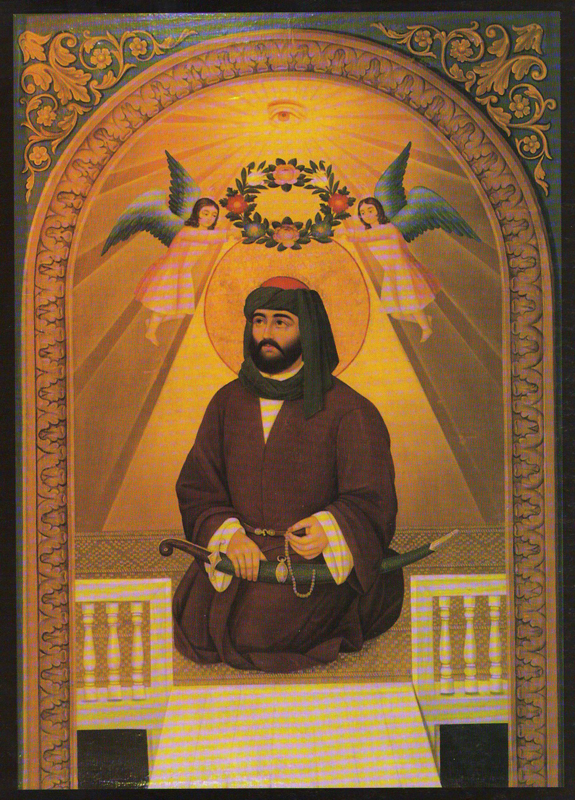
アリー・イブン・アビー・ターリブ（19世紀絵画）

スンナ派においてもアリーは預言者の娘婿であり義息として、また4代目の正当カリフとして高い尊敬を受けている。（加えて一部には、彼の息子ハサンを5代目の正統カリフとみなす見解さえある）しかし全体としてアブー・バクルやウマル、ウスマーンのカリフ位を認めるスンナ派は、シーア派ほどアリーを高くは見ない傾向にある。

## アリーをめぐる伝承と人物像
アリーの人柄を伝える資料は、ハディースや歴史書などで多い。ここでは、スンナ派・シーア派を問わず、そのような資料からアリーの人物像を扱ったものを紹介する。

### アリーとアーイシャ
アリーとムハンマドの妻アーイシャは、あまりそりが合わなかったことが伝えられている。
アリーは、アーイシャが砂漠ではぐれ、ムスリム男性に助けられ合流した時、アーイシャとその男性が砂漠で性交渉を行ったのではないかと非難する中心的人物の一人であった。最終的にはクルアーンの啓示により、アーイシャの無罪が確定したが（社会的に無罪が認められた）、この事件はアリーとアーイシャとの間に亀裂を残した。
アリーはアーイシャに対して激しい憎悪を公然と表していたことで知られる。駱駝の戦いの後アーイシャ側についたバスラ市民に対して『お前たちはその女（アーイシャ）の兵隊、四足獣（アーイシャ）の家来だった。そいつが唸るとお前たちはそれに応え、そいつが傷つくとお前たちは逃げたのだ。』 といい、アーイシャ自身にも『なんとかという女（アーイシャ）はといえば、女特有の思考に捕らわれており、彼女の胸のうちには鍛冶屋の大釜のように悪意が燃え滾っているのだ。』 と言及したエピソードが知られている。
また、アーイシャはアリーとムハンマドが話しているときに、間に割って入りムハンマドを怒らせたという逸話もある。
アーイシャはアリーの名を口にするのさえ嫌がり、その姿を見るのも我慢できないほどだった 。ウスマーンが殺害された後、人びとがアリーをカリフに選出しようと決めたのを聞き、「アリーがそうなる前に天が地につけばよい」と述べた。 アーイシャはアリーと対立し、軍勢を指揮してアリーに対して反乱を起こし、アリーが亡くなった知らせを聞いたときには平伏してアッラーに感謝したという 。

## 父の日
イランでは、アリーの誕生日であるヒジュラ暦第7月（ラジャブ）13日が、父の日となっている。

## その他
- 彼のみがスンナ派（スンニ派）、シーア派の両方から公認されたただ一人の指導者である。そのため、イラン・イラク戦争では、スンナ派のイラク兵はアリーの肖像を「お守り代わり」に持っていたといわれる（シーア派のイラン人も「アリーの肖像」には銃口を向けられない。そのうえ、スンナ派自身の信仰にも反しない）。
- ソロモン王の指輪、アダムのシャツ、モーゼの杖を持っていたと伝わる。